# Karibfalknattskärra
Karibfalknattskärra (Chordeiles gundlachii) är en fågel i familjen nattskärror. Den förekommer i delar av Västindien, men även i södra Florida i USA. Beståndet anses vara livskraftigt.

## Kännetecken

### Utseende
Falknattskärror är liksom övriga nattskärror kryptiskt tecknade i brunt, grått, vitt och svart men har karakteristiskt lång kluven stjärt och glider i snedställda vingar med knickad knoge. Karibfalknattskärran är mycket lik större falknattskärra och kan vara omöjliga att skilja åt förutom på lätet. Den är dock något mindre och har vitaktigt, ej beigefärgat bröst.

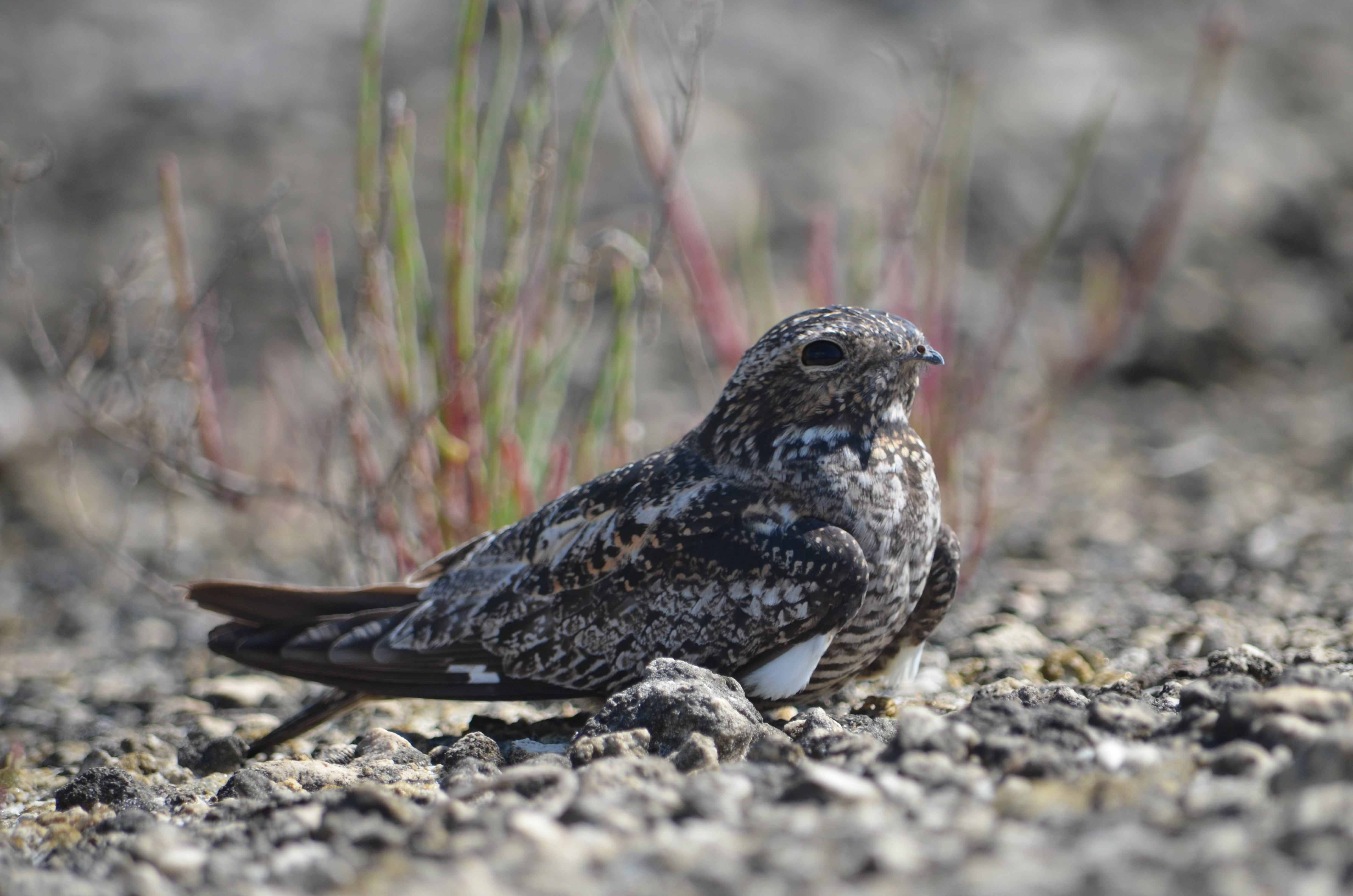

### Läte
Hanen avger en mycket snabb och fallande staccatoserie: "bztbztbzt", lika nasalt och raspigt som större falknattskärra men snabbt och hårt. Till skillnad från större falknattskärra är det brummande lätet under spelflykten mycket lågt och svårt att höra.

## Utbredning och systematik
Karibfalknattskärra behandlas antingen som monotypisk eller delas in i två underarter med följande utbredning:
- Chordeiles gundlachii vicinus – förekommer i södra Florida och Bahamas
- Chordeiles gundlachii gundlachii – förekommer på Kuba, Isla de la Juventud, Jamaica, Hispaniola, Puerto Rico och Jungfruöarna

## Levnadssätt
Karibfalknattskärran föredrar öppna områden med inslag av gräs, barmark och buskage. Liksom andra falknattskärror är den nattlevande, men kan ses jaga i skymning och gryning efter flygande insekter.

## Status och hot
Arten har ett stort utbredningsområde och en stor population med stabil utveckling och tros inte vara utsatt för något substantiellt hot. Utifrån dessa kriterier kategoriserar internationella naturvårdsunionen IUCN arten som livskraftig (LC). Beståndet uppskattas till i storleksordningen 200 000 vuxna individer.

## Namn
Fågelns vetenskapliga artnamn hedrar Johannes Christoph Gundlach (1810–1896), efter 1876 Juan Cristóbal Gundlach, tysk ornitolog, entomolog samt boende på Kuba 1839-1896.